# Randy Jones
Randy Jones (født 13. september 1952 i Raleigh, North Carolina, USA) er en amerikansk disco- og pop-sanger samt skuespiller.
Han var den oprindelige cowboy fra Village People. Han optrådte som skuespiller i bandets egen film Can't stop the Music i 1980.
Udgav han i 2007 en disco og pop solo album med titlen Ticket to the World.
Han bor nu i New York.